# NGC 7419
NGC 7419 (również OCL 250) – gromada otwarta znajdująca się w gwiazdozbiorze Cefeusza. Odkrył ją William Herschel 3 listopada 1787 roku. Jest położona w odległości ok. 7,5 tys. lat świetlnych od Słońca.